# Вольнцах
Вольнцах (нем. Wolnzach) — община в Германии, в земле Бавария.
Подчиняется административному округу Верхняя Бавария. Входит в состав района Пфаффенхофен-на-Ильме. Население составляет 11 017 человек (на 31 декабря 2010 года). Занимает площадь 91,62 км².

## Фотографии

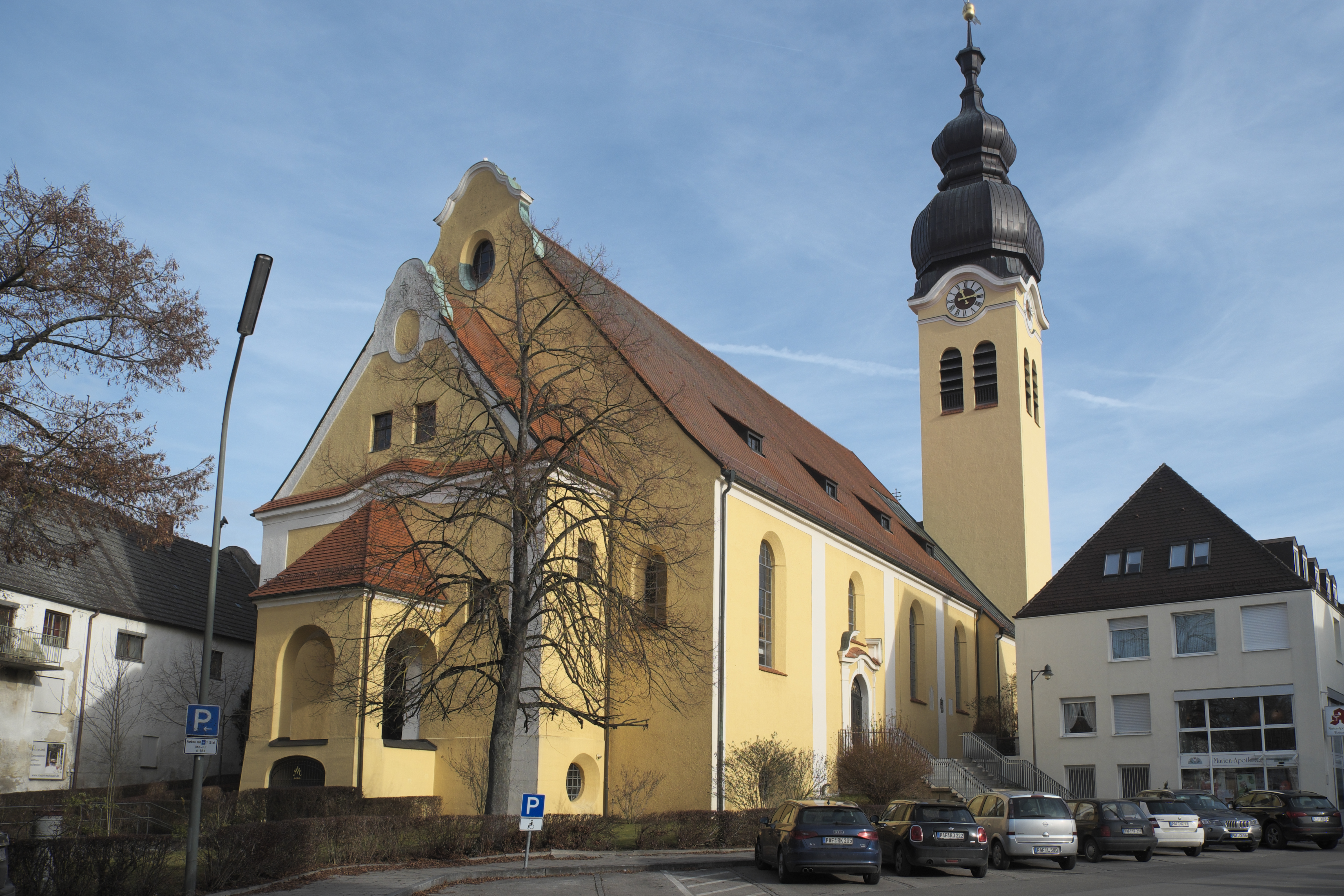
Церковь Св. Лаврентия
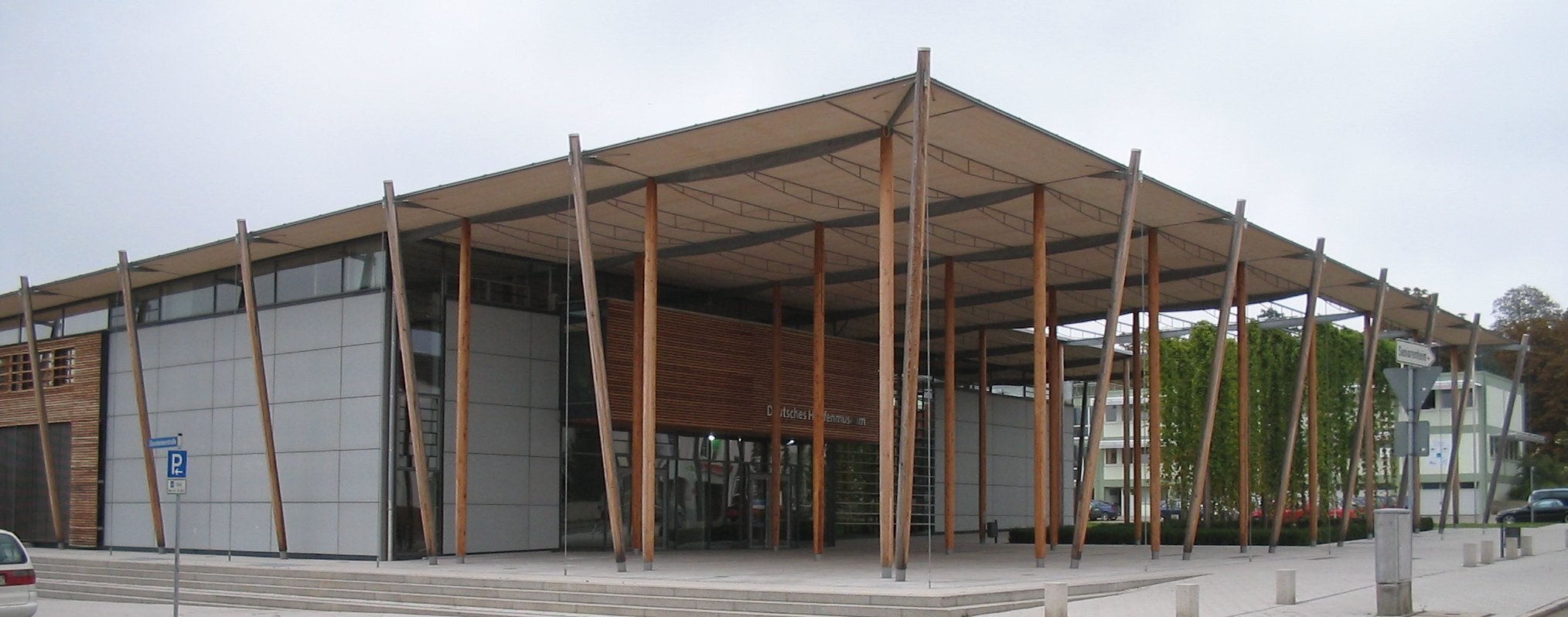
Немецкий музей хмеля
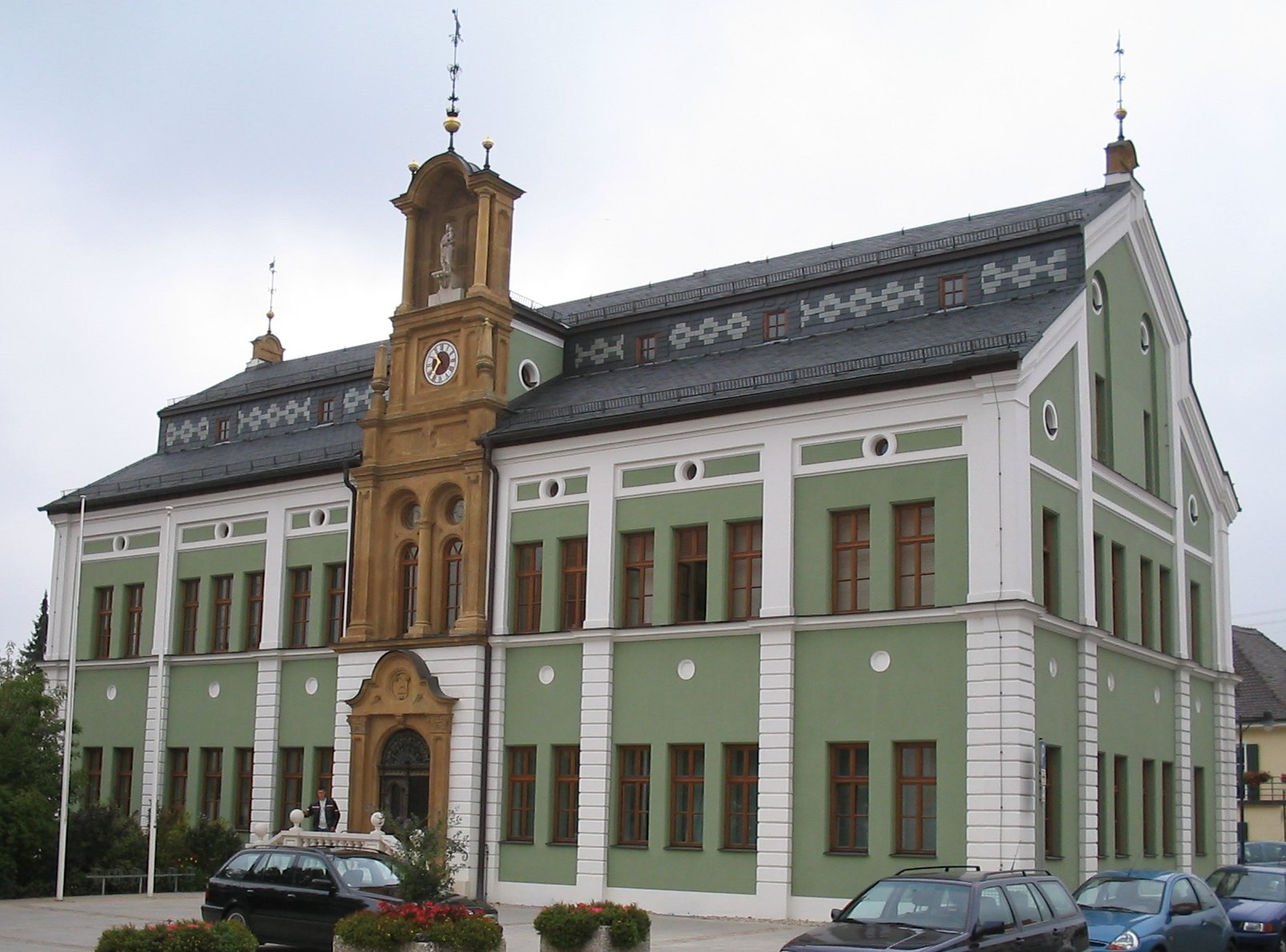
Ратуша